# Гагарье (Челябинская область)
Гагарье — деревня в Увельском районе Челябинской области России. Входит в состав Хуторского сельского поселения.

## География
Деревня находится в восточной части Челябинской области, в лесостепной зоне, на восточном берегу озера Гагарье, на расстоянии примерно 12 километров (по прямой) к юго-востоку от посёлка Увельского, административного центра района. Абсолютная высота — 229 метров над уровнем моря.
Часовой пояс
Деревня Гагарье, как и вся Челябинская область, находится в часовой зоне МСК+2. Смещение применяемого времени относительно UTC составляет +5:00.

## Население
| 2002 | 2010 |
| ---- | ---- |
| 59   | ↘44  |

Гендерный состав
По данным Всероссийской переписи населения 2010 года в гендерной структуре населения мужчины составляли 43,2 %, женщины — соответственно 56,8 %.
Национальный состав
Согласно результатам переписи 2002 года, в национальной структуре населения русские составляли 90 %.

## Улицы
Уличная сеть деревни состоит из одной улицы (ул. Лесная).